# Selaginella leonardii
Selaginella leonardii là một loài dương xỉ trong họ Selaginellaceae. Loài này được O.C. Schmidt mô tả khoa học đầu tiên năm 1924.
Danh pháp khoa học của loài này chưa được làm sáng tỏ. 